# Sankichi Tōge
 (février 2025).
Le contenu est difficilement compréhensible vu les erreurs de traduction, qui sont peut-être dues à l'utilisation d'un logiciel de traduction automatique.
Sankichi Tōge (峠三吉, Tōge Sankichi), 19 février 1917 – 10 mars 1953, est un poète japonais, militant et survivant de la bombe atomique de Hiroshima.

## Biographie
Sankichi Tōge naît à Osaka avec le nom Mitsuyoshi Tōge, fils cadet de Ki'ichi Tōge, prospère fabricant de briques. Dès son enfance Tōge est un enfant maladif, souffrant d'asthme et de vomissements périodique. Il est diplômé de l'école de commerce de la préfecture de Hiroshima en 1935 et commence à travailler pour la compagnie de gaz de Hiroshima. En 1938 Tōge est diagnostiqué à tort comme ayant la tuberculose. Croyant n'avoir que quelques années à vivre, il passe la plupart de son temps comme malade. En 1948 Tōge apprend que le diagnostic était faux. Il souffre de bronchectasie, un élargissement du tube bronchique. Il commence à composer des poèmes dans la seconde année de collège. Tolstoï, Heine, Tōson Shimazaki et Haruo Satō comptent parmi ses premières influences. En 1938 il lit son premier livre relevant de la littérature prolétarienne. En décembre 1942, il est baptisé à l'Église catholique. En 1945, il compose trois mille tanka et encore plus de haïku. Ce sont pour la plupart des poèmes lyriques. À vingt-quatre ans Tōge se trouve à Hiroshima lorsque la bombe est larguée sur la ville. En 1951, il écrit de la poésie étonnamment différente de ses efforts précédents. En 1949 il adhère au parti communiste japonais. Son premier recueil de poèmes de la bombe atomique, Genbaku shishu (« Poèmes de la bombe atomique ») est publié en 1951. Tōge décède à l'âge de 36 ans dans la salle d'opération à Hiroshima. Son expérience de première main de la bombe, sa passion pour la paix et sa vision réaliste de l'événement font de lui un poète de premier plan à Hiroshima.

## Œuvre
Son recueil de poèmes publié en 1951 et terminé un an plus tard est aussi son travail le plus important et le plus connu. La collection est introduite par ces mots :

« Dédié aux personnes dont les vies ont été volées par les bombes atomiques tombées le 6 août 1945 à Hiroshima et le 9 août sur Nagasaki, dédié aux personnes qui ont encore de nos jours à souffrir de la peur de la mort et à ceux qui n'oublieront jamais avoir vécu ce moment de leur existence, dédié à ceux qui détestent la bombe atomique partout dans le monde. »

— Sankichi Tōge, Jürgen Berndt
Une de ses œuvres les plus célèbres, écrite en hiragana et souvent traduite est le poème programmatique « Rends-moi les gens », qui est aussi gravé dans un mémorial consacré à Sankichi Tōge et situé à Hiroshima.
| Japonais | Transcription | Traduction en français | Traduction en anglais |
| --- | --- | --- | --- |
| ちちをかえせ ははをかえせ としよりをかえせ こどもをかえせ わたしをかえせ わたしにつながる にんげんをかえせ にんげんの にんげんのよのあるかぎり くずれぬへいわを へいわをかえせ | chichi o kaese haha o kaese toshi yori o kaese kodomo o kaese watashi o kaese watashi ni tsunagaru ningen o kaese ningen no ningen no yo no aru kagiri kuzurenu e iwa o heiwa o kaese | Rends-moi mon père, ma mère Rends-moi grand-père et grand-mère Rends-moi mes fils et mes filles Rends-moi de nouveau à moi-même Rends la race humaine Tant que dure la vie, cette vie Rends la paix Qui ne finira jamais | Give back my father, give back my mother; Give grandpa back, grandma back; Give my sons and daughters back. Give me back myself, Give back the human race. As long as this life lasts, this life, Give back peace That will never end. |

## Source de la traduction
- (de)/(en) Cet article est partiellement ou en totalité issu des articles intitulés en allemand « Tōge Sankichi » (voir la liste des auteurs) et en anglais « Sankichi Tōge » (voir la liste des auteurs).
- Notices d'autorité :   - VIAF
  - ISNI
  - BnF (données)
  - IdRef
  - LCCN
  - GND
  - Japon
  - NUKAT
  - Tchéquie
  - Corée du Sud
  - WorldCat